# سيرجيو فيليبي
سيرجيو فيليبي (بالإسبانية: Sergio Felipe)‏ هو لاعب كرة قدم أوروغواياني في مركز الدفاع، ولد في 21 فبراير 1991 في مونتفيدو في الأوروغواي. لعب مع التانك سيلي ونادي دانوبيو.

## وصلات خارجية
- سيرجيو فيليبي على موقع قاعدة بيانات كرة القدم.إي يو (الإنجليزية)
- سيرجيو فيليبي على موقع Soccerway.com (الإنجليزية)